# Gambusia myersi
Gambusia myersi är en fiskart som beskrevs av Ahl 1925. Gambusia myersi ingår i släktet Gambusia och familjen Poeciliidae. Inga underarter finns listade i Catalogue of Life.